# 1725
Il 1725 (MDCCXXV in numeri romani) è un anno  del XVIII secolo.

## Eventi
- Amaro Pargo, riceve il titolo di Hidalgo (nobile).
- Giambattista Vico pubblica la Scienza Nuova.
- Eruzione effusiva del Vesuvio.

## Nati

### Gennaio
- 4 gennaio - Pëtr Rumjancev-Zadunajskij, generale russo († 1796)
- 12 gennaio - Charles François de Virot de Sombreuil, generale francese († 1794)
- 19 gennaio - Francesco Brancia, arcivescovo cattolico italiano († 1770)
- 21 gennaio - Louis Jean François Lagrenée, pittore francese († 1805)
- 21 gennaio - Jiří Ignác Linek, compositore e insegnante ceco († 1791)
- 31 gennaio - Joseph Sperges, avvocato e diplomatico austriaco († 1791)

### Febbraio
- 5 febbraio - Anna Maria Rückerschöld, scrittrice svedese († 1805)
- 7 febbraio - Pierre Bayen, chimico e farmacista francese († 1798)
- 10 febbraio - Jean-Baptiste-Marie Champion de Cicé, vescovo cattolico francese († 1805)
- 11 febbraio - Cristina Carlotta d'Assia-Kassel, nobile tedesca († 1782)
- 11 febbraio - Louis Mandrin, brigante francese († 1755)
- 13 febbraio - Livio Odescalchi, II principe Odescalchi, nobile italiano († 1805)
- 14 febbraio - Charlotte Fermor, nobildonna inglese († 1813)
- 18 febbraio - Giovanni Battista Borsieri, medico italiano († 1785)
- 24 febbraio - François Clary, mercante francese († 1794)
- 25 febbraio - Karl Wilhelm Ramler, poeta tedesco († 1798)
- 26 febbraio - William Bouverie, I conte di Radnor, politico inglese († 1776)
- 28 febbraio - Carlo Thaon di Sant'Andrea, nobile e militare italiano († 1807)

### Marzo
- 6 marzo - Enrico Benedetto Stuart, arcivescovo cattolico, cardinale e militare britannico († 1807)
- 12 marzo - Nicolás del Campo, politico e militare spagnolo († 1803)
- 13 marzo - Thomas Patch, pittore e incisore britannico († 1782)
- 17 marzo - Lachlan McIntosh, generale statunitense († 1806)
- 20 marzo - Abdül Hamid I, sultano ottomano († 1789)
- 23 marzo - Jean Henri Latude, avventuriero e scrittore francese († 1805)

### Aprile
- 2 aprile - Giacomo Casanova, avventuriero, scrittore e poeta italiano († 1798)
- 6 aprile - Pasquale Paoli, politico, patriota e militare italiano († 1807)
- 7 aprile - Mangkunegara I, sovrano indonesiano († 1795)
- 18 aprile - Emmanuel de Rohan-Polduc, nobile francese († 1797)
- 25 aprile - Augustus Keppel, I visconte Keppel, ammiraglio britannico († 1786)
- 25 aprile - Philipp Ludwig Statius Müller, zoologo tedesco († 1776)
- 29 aprile - Jean-Jacques Caffieri, scultore francese († 1792)

### Maggio
- 4 maggio - Károly Eszterházy, vescovo cattolico ungherese († 1799)
- 4 maggio - Ivan Andreevič Osterman, politico russo († 1811)
- 10 maggio - John Hope, medico e botanico britannico († 1786)
- 12 maggio - Luigi Filippo I di Borbone-Orléans, generale francese († 1785)
- 17 maggio - Vivant-François Viénot de Vaublanc, militare francese († 1798)
- 28 maggio - Frederik Michael Krabbe, ingegnere e militare danese († 1796)
- 29 maggio - Angelo Maria Durini, cardinale italiano († 1796)
- 31 maggio - Ahilyabai Holkar, sovrana indiana († 1795)

### Giugno
- 2 giugno - Marco Aurelio Balbis Bertone, vescovo cattolico italiano († 1789)
- 29 giugno - Maria Teresa Cybo-Malaspina, sovrana italiana († 1790)
- 29 giugno - Pietro Perfetti, incisore italiano († 1770)

### Luglio
- 1º luglio - Jean-Baptiste Donatien de Vimeur de Rochambeau, generale francese († 1807)
- 13 luglio - Cristiano Luigi Casimiro di Sayn-Wittgenstein-Ludwigsburg, conte tedesco († 1797)
- 13 luglio - Ferdinando Tetamo, teologo e gesuita italiano († 1784)
- 20 luglio - Joaquín Ibarra, tipografo e editore spagnolo († 1785)
- 24 luglio - John Newton, marinaio, presbitero e attivista inglese († 1807)

### Agosto
- 6 agosto - Luigi di Meclemburgo-Schwerin, duca tedesco († 1778)
- 9 agosto - Nicola Sánchez de Luna, arcivescovo cattolico italiano († 1768)
- 13 agosto - Georg Christoph Pisanski, teologo tedesco († 1790)
- 15 agosto - Ferdinando Bertoni, compositore italiano († 1813)
- 15 agosto - Marie Louise de La Tour d'Auvergne, nobile francese († 1793)
- 16 agosto - Eliseo della Concezione, fisico e religioso italiano († 1809)
- 17 agosto - Giovanni Ghirlandini, pittore italiano
- 21 agosto - Jean-Baptiste Greuze, pittore e disegnatore francese († 1805)
- 23 agosto - Daniele Filippo Farsetti, letterato italiano († 1787)
- 29 agosto - Charles Townshend, politico britannico († 1767)

### Settembre
- 2 settembre - Ewald Friedrich von Hertzberg, politico prussiano († 1795)
- 5 settembre - Jean-Étienne Montucla, matematico francese († 1799)
- 7 settembre - William Duesbury, imprenditore inglese († 1786)
- 10 settembre - Luigi Carlo di Lorena, principe di Lambesc, nobile francese († 1761)
- 12 settembre - Guillaume Le Gentil, astronomo francese († 1792)
- 16 settembre - Nicolas Desmarest, geologo e enciclopedista francese († 1815)
- 22 settembre - Joseph Duplessis, pittore francese († 1802)
- 24 settembre - Arthur Guinness, imprenditore irlandese († 1803)
- 25 settembre - Guido Calcagnini, cardinale e arcivescovo cattolico italiano († 1807)
- 25 settembre - Joseph Nicolas Cugnot, ingegnere francese († 1804)
- 29 settembre - Robert Clive, generale e politico inglese († 1774)
- 30 settembre - Antonio Herberstein, vescovo cattolico austriaco († 1774)

### Ottobre
- 2 ottobre - José Francisco Miguel António de Mendonça, cardinale e patriarca cattolico portoghese († 1808)
- 6 ottobre - Claude Mithon de Senneville de Genouilly, ammiraglio e nobile francese († 1803)
- 11 ottobre - Jean-Baptiste Réveillon, imprenditore francese († 1811)
- 15 ottobre - Luigi Valenti Gonzaga, cardinale italiano († 1808)
- 16 ottobre - József Gvadányi, poeta ungherese († 1801)
- 17 ottobre - John Wilkes, politico e pubblicista inglese († 1797)
- 19 ottobre - John Sebright, VI baronetto, ufficiale inglese († 1794)
- 20 ottobre - Alberico Barbiano di Belgiojoso, scrittore e militare italiano († 1813)
- 21 ottobre - Franz Moritz von Lacy, generale austriaco († 1801)
- 23 ottobre - Thomas Graves, ammiraglio inglese († 1802)
- 24 ottobre - Maurizio Giuseppe Turinetti di Pertengo, nobile italiano († 1798)
- 26 ottobre - Johann Peter Beaulieu, generale austriaco († 1819)
- 29 ottobre - Giuseppe Garampi, cardinale, arcivescovo cattolico e numismatico italiano († 1792)

### Novembre
- 3 novembre - Francesco Eugenio Guasco di Castelletto, nobile, religioso e letterato italiano († 1798)
- 6 novembre - Fëdor Jur'evič Frejman, generale russo († 1796)
- 8 novembre - Johann George Tromlitz, flautista e compositore tedesco († 1805)
- 15 novembre - Francesco Milizia, teorico dell'architettura, storico dell'arte e critico d'arte italiano († 1798)
- 16 novembre - Cristiana Enrichetta del Palatinato-Zweibrücken, nobile tedesca († 1816)
- 16 novembre - Luigi Giovanni Maria di Borbone, duca di Penthièvre, principe francese († 1793)
- 18 novembre - Martin Knoller, pittore e docente austriaco († 1804)
- 21 novembre - Leopoldo Marco Antonio Caldani, fisiologo e anatomista italiano († 1813)
- 22 novembre - Ignaz Günther, scultore tedesco († 1775)
- 29 novembre - Nicolas Guibal, pittore francese († 1784)

### Dicembre
- 1º dicembre - Frederik Christian Kaas, ammiraglio danese († 1803)
- 6 dicembre - Teresa Benedetta di Baviera,  tedesca († 1743)
- 7 dicembre - Pietro Colonna Pamphili, cardinale e arcivescovo cattolico italiano († 1780)
- 10 dicembre - Pietro Angelo Stefani, presbitero e letterato italiano († 1810)
- 11 dicembre - George Mason, politico statunitense († 1792)
- 23 dicembre - Ahmad Shah Bahadur,  indiano († 1775)
- 25 dicembre - Esteban Salas y Castro, compositore e presbitero cubano († 1803)
- 27 dicembre - Johann Wilhelm Beyer, scultore e pittore tedesco († 1796)

### Senza giorno specificato
- Karl Johann Pfefferkorn von Ottenbach, militare austriaco († 1809)
- Luigi Michele Barberis, architetto italiano († 1798)
- François Barreau de Chefdeville, architetto francese († 1765)
- Giovanni Bottani, pittore italiano († 1804)
- Antonio Brioschi, compositore italiano († 1750)
- Paolo Canciani, teologo e giurista italiano († 1810)
- Domenico Fischietti, compositore italiano († 1810)
- Giovanni Battista Gervasio, compositore italiano († 1785)
- Honoré Lacombe de Prezel, giurista francese († 1790)
- Antonio Landi, poeta, letterato e drammaturgo italiano († 1783)
- Tommaso Medin, avventuriero e traduttore italiano († 1787)
- Guillaume-Alexandre de Méhégan, scrittore e giornalista francese († 1766)
- Ivan Ivanovič Möller-Sakomelsky, generale russo († 1790)
- Nicola Peccheneda, pittore italiano († 1804)
- Manuel Pla, compositore, oboista e clavicembalista spagnolo († 1766)
- Antonio Ponz, pittore spagnolo († 1792)
- Antonino Puliatti, filologo, presbitero e letterato italiano
- Fernando Rivera y Moncada, militare e esploratore spagnolo († 1781)
- Giuseppe Rondinini, mecenate italiano († 1801)
- Vita d'Angelo Sanguinetti, banchiere, imprenditore e politico italiano († 1806)
- Stefano Storace, contrabbassista e compositore italiano († 1781)
- Marin Tourlonias, banchiere francese († 1785)
- Jakab Valero, religioso, insegnante e teologo ungherese († 1798)
- Alexander Ypsilantis, politico ottomano († 1805)
- Giovanni Verardo Zeviani, medico italiano († 1808)
- Antonio Zirardini, giurista, storico e archeologo italiano († 1785)
- Abd Allah bin Muhammad bin Sa'ud Al Sa'ud, principe saudita († 1812)

## Morti

### Gennaio
- 9 gennaio - Francesco Acquaviva d'Aragona, cardinale e arcivescovo cattolico italiano (n. 1665)
- 11 gennaio - Jean François de Bette, militare, diplomatico e nobile belga (n. 1672)
- 18 gennaio - Wigerus Vitringa, pittore olandese (n. 1657)
- 26 gennaio - Sulkhan-Saba Orbeliani, scrittore e politico georgiano (n. 1658)
- 27 gennaio - Silvio Stampiglia, librettista italiano (n. 1664)
- 29 gennaio - Louis d'Aubusson de la Feuillade, generale francese (n. 1673)
- 31 gennaio - Andreas Stübel, teologo, filosofo e pedagogista tedesco (n. 1653)

### Febbraio
- 4 febbraio - Daniele Sansoni, vescovo cattolico e avvocato italiano (n. 1655)
- 8 febbraio - Pietro I di Russia, politico russo (n. 1672)
- 16 febbraio - Foresto d'Este, militare italiano (n. 1652)

### Marzo
- 2 marzo - José Benito de Churriguera, architetto e scultore spagnolo (n. 1665)
- 7 marzo - Giuseppe Mazzuoli, scultore italiano (n. 1644)
- 20 marzo - Samuel Fritz, missionario e cartografo ceco (n. 1654)
- 20 marzo - Joseph de La Font, drammaturgo francese (n. 1686)
- 30 marzo - Filippo Bonanni, gesuita, storico e biologo italiano (n. 1638)
- 30 marzo - René de Froulay de Tessé, militare e diplomatico francese (n. 1648)

### Aprile
- 3 aprile - Cornelius van Steenoven, arcivescovo vetero-cattolico olandese (n. 1661)
- 12 aprile - Giovan Battista Foggini, scultore e architetto italiano (n. 1652)
- 15 aprile - Marco Ottoboni, I duca di Fiano, nobile e militare italiano (n. 1656)
- 18 aprile - Antonio Calza, pittore italiano (n. 1658)
- 20 aprile - Sophia von Kielmansegg, contessa di Darlington, nobildonna tedesca (n. 1675)
- 22 aprile - Giovanni Michele Spaur, vescovo cattolico italiano (n. 1638)

### Maggio
- 1º maggio - Pietro Barbarigo, patriarca cattolico italiano (n. 1671)
- 6 maggio - Bernardo Schiaffino, scultore e pittore italiano (n. 1678)
- 7 maggio - Paolo Francesco Carli, abate, religioso e poeta italiano (n. 1652)
- 11 maggio - Carlo Antonio Casnedi, teologo e gesuita italiano (n. 1643)
- 22 maggio - Bernardino Castelli, scultore e intagliatore italiano (n. 1646)
- 24 maggio - Jonathan Wild, criminale inglese (n. 1683)
- 31 maggio - Erik Sjöblad, ammiraglio svedese (n. 1647)

### Giugno
- 6 giugno - Giovanni Antonio Ricca, architetto italiano (n. 1651)
- 7 giugno - Pirro Visconti, I marchese di Borgoratto, nobile e politico italiano (n. 1652)
- 9 giugno - Cristoforo Schor, architetto, ingegnere e scenografo italiano
- 12 giugno - Ortensio Visconti Aicardi, vescovo cattolico italiano (n. 1651)
- 26 giugno - Paolo Callalo, scultore italiano (n. 1655)
- 29 giugno - Arai Hakuseki, filosofo, scrittore e politico giapponese (n. 1657)
- 29 giugno - Juan Manuel Fernández Pacheco, nobile spagnolo (n. 1650)

### Luglio
- 2 luglio - Nicola Fumo, scultore e architetto italiano (n. 1647)
- 30 luglio - Giovanni Cristoforo Battelli, arcivescovo cattolico e letterato italiano (n. 1658)

### Agosto
- 15 agosto - Gerard Noodt, giurista olandese (n. 1647)
- 23 agosto - Cristiano Augusto di Sassonia-Zeitz, arcivescovo cattolico e cardinale tedesco (n. 1666)

### Settembre
- 2 settembre - Charles-François Poerson, pittore francese (n. 1653)
- 7 settembre - Giovan Battista Nelli, architetto italiano (n. 1661)
- 7 settembre - Louis Phélypeaux de La Vrillière, politico e nobile francese (n. 1672)
- 11 settembre - Giuseppe Gambarini, pittore italiano (n. 1680)
- 16 settembre - Antoine V de Gramont, militare francese (n. 1671)
- 20 settembre - Giovanni Benedetto Gentilotti, vescovo cattolico e bibliotecario italiano (n. 1672)

### Ottobre
- 10 ottobre - Francesco del Giudice, cardinale italiano (n. 1647)
- 10 ottobre - Philippe de Rigaud de Vaudreuil, militare e funzionario francese (n. 1650)
- 16 ottobre - Michiel van der Gucht, incisore fiammingo (n. 1660)
- 24 ottobre - Alessandro Scarlatti, compositore italiano (n. 1660)

### Novembre
- 6 novembre - Carl Gustav Heraeus, numismatico e antiquario svedese (n. 1671)
- 20 novembre - Guglielmo d'Assia-Rotenburg, nobile (n. 1648)
- 22 novembre - Bartolomeo Ortari, intagliatore italiano (n. 1647)
- 28 novembre - Nikita Demidov, imprenditore russo (n. 1656)

### Dicembre
- 6 dicembre - Florent Carton, drammaturgo e attore teatrale francese (n. 1661)
- 10 dicembre - Nicolaas Hartsoeker, matematico e fisico olandese (n. 1656)
- 11 dicembre - Giovanni Battista Stella, arcivescovo cattolico italiano (n. 1660)
- 15 dicembre - Antonio Maria Marini, pittore italiano (n. 1668)
- 15 dicembre - Giuseppe Vallemani, cardinale e arcivescovo cattolico italiano (n. 1648)
- 25 dicembre - Paolo Bartolomeo Clarici, cartografo e botanico italiano (n. 1664)

### Senza giorno specificato
- Miklós Bercsényi, militare e patriota ungherese
- Jacob van Bunnick, pittore olandese
- Jan Conny, militare e mercante ghanese
- Nathaniel Crouch, scrittore e editore inglese
- Robert de Visée, liutista, chitarrista e gambista francese
- Heinrich Christoph Fehling, pittore tedesco (n. 1654)
- Francesco Antonio Giorgioli, pittore svizzero (n. 1655)
- Jean Hermant, religioso e storico francese (n. 1650)
- Mahmud Hotak
- Francisco Hurtado Izquierdo, architetto spagnolo (n. 1669)
- Mathieu Lanes, compositore, organista e clavicembalista francese (n. 1660)
- Jean Laurent Le Semelier, teologo francese (n. 1660)
- Moralı Ibrahim Pasha, politico e ammiraglio ottomano
- Tommaso Maria Napoli, religioso, architetto e ingegnere italiano (n. 1659)
- Jean-Baptiste Nolin, incisore francese (n. 1657)
- Teofilo Orgiani, compositore italiano
- Giovanni Giuseppe Piccini, scultore italiano (n. 1661)
- Peter Plogojowitz, serbo
- Jacques Eléonor Rouxel de Grancey, generale francese (n. 1655)
- Jean-Baptiste de Règemorte, ingegnere francese
- Denis de Sainte-Marthe, religioso, teologo e storico francese (n. 1650)
- Jan Vroesen, avvocato e diplomatico olandese (n. 1672)
- Cristóbal Hernández de Quintana, pittore spagnolo (n. 1651)

## Calendario
| Calendario 1725 | Calendario 1725 | Calendario 1725 | Calendario 1725 | Calendario 1725 | Calendario 1725 | Calendario 1725 | Calendario 1725 | Calendario 1725 | Calendario 1725 | Calendario 1725 | Calendario 1725 | Calendario 1725 | Calendario 1725 | Calendario 1725 | Calendario 1725 | Calendario 1725 | Calendario 1725 | Calendario 1725 | Calendario 1725 | Calendario 1725 | Calendario 1725 | Calendario 1725 | Calendario 1725 | Calendario 1725 | Calendario 1725 | Calendario 1725 | Calendario 1725 | Calendario 1725 | Calendario 1725 | Calendario 1725 | Calendario 1725 | Calendario 1725 |
| --------------- | --------------- | --------------- | --------------- | --------------- | --------------- | --------------- | --------------- | --------------- | --------------- | --------------- | --------------- | --------------- | --------------- | --------------- | --------------- | --------------- | --------------- | --------------- | --------------- | --------------- | --------------- | --------------- | --------------- | --------------- | --------------- | --------------- | --------------- | --------------- | --------------- | --------------- | --------------- | --------------- |
|                 | 1               | 2               | 3               | 4               | 5               | 6               | 7               | 8               | 9               | 10              | 11              | 12              | 13              | 14              | 15              | 16              | 17              | 18              | 19              | 20              | 21              | 22              | 23              | 24              | 25              | 26              | 27              | 28              | 29              | 30              | 31              |                 |
| Gennaio         | Lu              | Ma              | Me              | Gi              | Ve              | Sa              | Do              | Lu              | Ma              | Me              | Gi              | Ve              | Sa              | Do              | Lu              | Ma              | Me              | Gi              | Ve              | Sa              | Do              | Lu              | Ma              | Me              | Gi              | Ve              | Sa              | Do              | Lu              | Ma              | Me              |                 |
| Febbraio        | Gi              | Ve              | Sa              | Do              | Lu              | Ma              | Me              | Gi              | Ve              | Sa              | Do              | Lu              | Ma              | Me              | Gi              | Ve              | Sa              | Do              | Lu              | Ma              | Me              | Gi              | Ve              | Sa              | Do              | Lu              | Ma              | Me              |                 |                 |                 |                 |
| Marzo           | Gi              | Ve              | Sa              | Do              | Lu              | Ma              | Me              | Gi              | Ve              | Sa              | Do              | Lu              | Ma              | Me              | Gi              | Ve              | Sa              | Do              | Lu              | Ma              | Me              | Gi              | Ve              | Sa              | Do              | Lu              | Ma              | Me              | Gi              | Ve              | Sa              |                 |
| Aprile          | Do              | Lu              | Ma              | Me              | Gi              | Ve              | Sa              | Do              | Lu              | Ma              | Me              | Gi              | Ve              | Sa              | Do              | Lu              | Ma              | Me              | Gi              | Ve              | Sa              | Do              | Lu              | Ma              | Me              | Gi              | Ve              | Sa              | Do              | Lu              |                 |                 |
| Maggio          | Ma              | Me              | Gi              | Ve              | Sa              | Do              | Lu              | Ma              | Me              | Gi              | Ve              | Sa              | Do              | Lu              | Ma              | Me              | Gi              | Ve              | Sa              | Do              | Lu              | Ma              | Me              | Gi              | Ve              | Sa              | Do              | Lu              | Ma              | Me              | Gi              |                 |
| Giugno          | Ve              | Sa              | Do              | Lu              | Ma              | Me              | Gi              | Ve              | Sa              | Do              | Lu              | Ma              | Me              | Gi              | Ve              | Sa              | Do              | Lu              | Ma              | Me              | Gi              | Ve              | Sa              | Do              | Lu              | Ma              | Me              | Gi              | Ve              | Sa              |                 |                 |
| Luglio          | Do              | Lu              | Ma              | Me              | Gi              | Ve              | Sa              | Do              | Lu              | Ma              | Me              | Gi              | Ve              | Sa              | Do              | Lu              | Ma              | Me              | Gi              | Ve              | Sa              | Do              | Lu              | Ma              | Me              | Gi              | Ve              | Sa              | Do              | Lu              | Ma              |                 |
| Agosto          | Me              | Gi              | Ve              | Sa              | Do              | Lu              | Ma              | Me              | Gi              | Ve              | Sa              | Do              | Lu              | Ma              | Me              | Gi              | Ve              | Sa              | Do              | Lu              | Ma              | Me              | Gi              | Ve              | Sa              | Do              | Lu              | Ma              | Me              | Gi              | Ve              |                 |
| Settembre       | Sa              | Do              | Lu              | Ma              | Me              | Gi              | Ve              | Sa              | Do              | Lu              | Ma              | Me              | Gi              | Ve              | Sa              | Do              | Lu              | Ma              | Me              | Gi              | Ve              | Sa              | Do              | Lu              | Ma              | Me              | Gi              | Ve              | Sa              | Do              |                 |                 |
| Ottobre         | Lu              | Ma              | Me              | Gi              | Ve              | Sa              | Do              | Lu              | Ma              | Me              | Gi              | Ve              | Sa              | Do              | Lu              | Ma              | Me              | Gi              | Ve              | Sa              | Do              | Lu              | Ma              | Me              | Gi              | Ve              | Sa              | Do              | Lu              | Ma              | Me              |                 |
| Novembre        | Gi              | Ve              | Sa              | Do              | Lu              | Ma              | Me              | Gi              | Ve              | Sa              | Do              | Lu              | Ma              | Me              | Gi              | Ve              | Sa              | Do              | Lu              | Ma              | Me              | Gi              | Ve              | Sa              | Do              | Lu              | Ma              | Me              | Gi              | Ve              |                 |                 |
| Dicembre        | Sa              | Do              | Lu              | Ma              | Me              | Gi              | Ve              | Sa              | Do              | Lu              | Ma              | Me              | Gi              | Ve              | Sa              | Do              | Lu              | Ma              | Me              | Gi              | Ve              | Sa              | Do              | Lu              | Ma              | Me              | Gi              | Ve              | Sa              | Do              | Lu              |                 |